# كينجي ياماموتو
كينجي ياماموتو (باليابانية: 山本健之) (و. 1970 – م) هو لاعب كرة طائرة، من اليابان، ولد في أسامينامي-كو، هيروشيما.